# Niko Kovač
Niko Kovač (Berlim Ocidental, 15 de outubro de 1971) é um treinador e ex-futebolista teuto-croata que atuava como volante. Atualmente comanda o Borussia Dortmund.

## Carreira como jogador
Foi o capitão da Seleção Croata de 2004 a 2009. Após firmar-se como um dos jogadores mais veteranos da Seleção, foi convocado para as Copas do Mundo FIFA de 2002 e 2006, mas a equipe terminou na primeira fase em ambas, bem como na Eurocopa de 2004. Na Copa do Mundo de 2006, a atuação do capitão croata ficou comprometida por uma contusão logo no 1º tempo da estreia contra o Brasil, quando ele fazia boa marcação sobre Kaká. Mesmo longe da melhor forma, atuou nas duas outras partidas e marcou um gol diante da Austrália, contando com uma falha do goleiro Željko Kalac. Seu último torneio pela Croácia foi a Eurocopa de 2008.
Niko Kovač é irmão mais velho do também ex-jogador teuto-croata Robert Kovač, que o acompanhou em todos os torneios pela Croácia. À época da Copa do Mundo de 2002, ambos jogavam também no mesmo clube, o Bayern de Munique.

## Carreira como treinador

### Início
Comandou a Seleção Croata na Copa do Mundo de 2014, realizada no Brasil. Depois foi técnico do Eintracht Frankfurt, da Alemanha, entre 2016 e 2018.

### Bayern de Munique
No dia 18 de abril de 2018, foi anunciado como novo treinador do Bayern de Munique. Logo em sua primeira temporada pelos bávaros, conquistou a Supercopa da Alemanha, a Bundesliga e a Copa da Alemanha.
Após maus resultados, em especial uma goleada sofrida por 5–1 para o Eintracht Frankfurt, Kovač foi demitido do clube bávaro no dia 3 de novembro de 2019.

### Monaco
Em julho de 2020 foi contratado pelo Monaco. Devido aos maus resultados do time, eliminado na fase preliminar da Liga dos Campeões da UEFA, além de ocupar a 6º posição na Ligue 1, Kovač foi demitido no dia 30 de dezembro de 2021.

### Wolfsburg
O Wolfsburg anunciou a contratação de Kovač em 24 de maio de 2022, marcando seu retorno à Bundesliga após três anos. O técnico foi demitido pouco menos de dois anos depois, em março de 2024.

### Borussia Dortmund
Niko Kovač foi anunciado pelo Borussia Dortmund no dia 29 de janeiro de 2025, chegando para substituir Nuri Şahin e assinando um contrato de 18 meses. O treinador estreou pelos Aurinegros no dia 8 de fevereiro, numa derrota em casa para o Stuttgart.

## Títulos

### Como jogador
Bayern de Munique
- Bundesliga: 2002–03
- Copa da Alemanha: 2003

Red Bull Salzburg
- Campeonato Austríaco: 2007

### Como treinador
Eintracht Frankfurt
- Copa da Alemanha: 2017–18

Bayern de Munique
- Supercopa da Alemanha: 2018
- Bundesliga: 2018–19
- Copa da Alemanha: 2018–19